# Zhang Shuai
Zhang Shuai (chineză: 张帅; pinyin: Zhāng Shuài; n. 21 ianuarie 1989) este o jucătoare profesionistă de tenis din China. Cea mai înaltă poziție în clasamentul WTA la simplu, este numărul 23 mondial, atins la 14 noiembrie 2016, și la dublu, numărul 2 mondial, atins la 11 iulie 2022. 
Este de două ori campioană de Grand Slam la dublu feminin, după ce a câștigat Australian Open 2019 și US Open 2021, ambele alături de Samantha Stosur. Zhang a fost finalistă la Campionatele de la Wimbledon din 2022 cu Elise Mertens și a ajuns în alte patru semifinale majore la dublu feminin și mixt. A câștigat 12 titluri în Turul WTA, inclusiv Cincinnati Masters 2021 cu Stosur. Zhang s-a calificat și în finala WTA de două ori.
Zhang a câștigat trei titluri WTA la simplu, la Guangzhou International în 2013 și 2017 și la Lyon Open 2022, și a fost finalistă la alte trei turnee. Ea a ajuns în două sferturi de finală majore, la Australian Open 2016 și la Campionatele de la Wimbledon 2019. Alături de Li Na, Zheng Jie, Peng Shuai și Wang Qiang, Zhang este unul dintre cei cinci jucători de tenis chinezi care au ajuns în această etapă la un Grand Slam. Ea a reprezentat China în Cupa Billie Jean King din 2009 și a concurat la Jocurile Olimpice din 2012 și 2016.

## Viața privată
Părinții ei sunt Zhang Zhiqiang (fost jucător de fotbal) și Wang Fengqin (fostă jucătoare de baschet). A început să joace tenis la vârsta de șase ani la un club local de tenis. De la vârsta de doisprezece ani, s-a antrenat sub supravegherea centrului Asociației Chineze de Tenis. Preferă să joace pe terenuri cu suprafață dură. Ea a vorbit despre deschiderea unei cafenele când se va retrage.

## Cariera profesională

### 2022: primul titlu la simplu în 5 ani, finala Wimbledon și nr. 2 mondial la dublu
Zhang a ajuns în runda a treia la simplu la Australian Open 2022 și în runda a doua la dublu alături de partenera ei obișnuită Samantha Stosur, care a anunțat că se retrage din tenisul profesionist la sfârșitul acestui an. Zhang a ajuns și în semifinale la dublu mixt pentru prima dată la acest Grand Slam cu un alt australian John Peers.
Zhang a intrat la Lyon Open ca favorită nr.8. Ea le-a învins pe Kristina Mladenovic, Arantxa Rus, Vitalia Diatchenko și Caroline Garcia   pentru a ajunge în finală. Apoi a învins-o pe Daiana Iastremska pentru a câștiga primul ei titlu din 2017 și al treilea în general. La Miami Open 2022, ea a ajuns în runda a treia la simplu, unde a pierdut într-un meci strâns cu Coco Gauff.
La 11 aprilie 2022, ea a atins cea mai bună clasare a sa la dublu, locul 5 mondial, după participarea ei la Credit One Charleston Open 2022, unde a ajuns în semifinale la dublu cu Caroline Dolehide.
La French Open 2022, ea a ajuns în runda a treia în parteneriat cu Caty McNally. Ca urmare, ea a atins un nou record în clasament, numărul 3 mondial la dublu, la 13 iunie 2022.
La Campionatele de la Wimbledon din 2022, a ajuns pentru prima dată în finală la acest turneu major, ăn parteneriat cu Elise Mertens. La 11 iulie, a atins un nou record în clasament, numărul 2 mondial la dublu.

## Statistici carieră

### Participare la turnee de Grand Slam
| C | F | SF | QF | #R | RR | Q# | P# | DNQ | A | Z# | PO | Au | Ag | Br | NMS | P | NH |

#### Dublu
| Turneu                    | 2010 | 2011 | 2012 | 2013 | 2014 | 2015 | 2016 | 2017 | 2018 | 2019 | 2020 | 2021 | 2022 | SR     | W–L   | Victorii % |
| ------------------------- | ---- | ---- | ---- | ---- | ---- | ---- | ---- | ---- | ---- | ---- | ---- | ---- | ---- | ------ | ----- | ---------- |
| Australian Open           | A    | 2R   | 1R   | A    | 1R   | 1R   | A    | 2R   | A    | C    | 1R   | 1R   | 2R   | 1 / 9  | 9–8   | 53%        |
| French Open               | A    | 2R   | 3R   | 3R   | 1R   | A    | 1R   | 1R   | 1R   | QF   | 3R   | 2R   | 3R   | 0 / 11 | 13–11 | 54%        |
| Wimbledon                 | 2R   | 3R   | 1R   | 2R   | 1R   | A    | 2R   | 1R   | 1R   | 2R   | NH   | 1R   | F    | 0 / 11 | 11–11 | 50%        |
| US Open                   | A    | 2R   | QF   | 1R   | A    | A    | 2R   | QF   | SF   | 1R   | 1R   | C    |      | 1 / 9  | 18–8  | 69%        |
| Câștigat–pierdut          | 1–1  | 5–4  | 5–4  | 3–3  | 0–3  | 0–1  | 2–3  | 4–4  | 4–3  | 10–3 | 2–3  | 7–3  | 3–2  | 2 / 39 | 46–37 | 55%        |
| Statistici carieră        |      |      |      |      |      |      |      |      |      |      |      |      |      |        |       |            |
| Poz. clasament sf. anului | 158  | 49   | 34   | 57   | 63   | 447  | 234  | 64   | 33   | 10   | 27   | 8    |      |        |       |            |

### Finale de Grand Slam

#### Dublu: 3 (2 titluri, 1 finală)
| Rezultat | An   | Turneu          | Suprafață | Partner         | Adversar                              | Scor          |
| -------- | ---- | --------------- | --------- | --------------- | ------------------------------------- | ------------- |
| Câștigat | 2019 | Australian Open | Dură      | Samantha Stosur | Tímea Babos Kristina Mladenovic       | 6–3, 6–4      |
| Câștigat | 2021 | US Open         | Dură      | Samantha Stosur | Coco Gauff Caty McNally               | 6–3, 3–6, 6–3 |
| Pierdut  | 2022 | Wimbledon       | Iarbă     | Elise Mertens   | Barbora Krejčíková Kateřina Siniaková | 2–6, 4–6      |